# Col d'O Quy Ho
Le col d'O Quy Ho, col d'O Quy Ho ou col de Hoang Lien Son est un col situé sur la route nationale 4D dans la zone frontalière entre les provinces de Lao Cai et de Lai Chau, au Vietnam,,.
Le col traverse la chaîne de Hoang Lien Son, le sommet étant également proche de la frontière entre les deux provinces. Le nom officiel du col du bassin versant est « Col de Tram Ton »,. Le col porte également un nom local, Heaven's Gate. Cependant, les touristes qui se rendent dans le nord-ouest du Vietnam connaissent souvent le col sous le nom de col d'O Quy Ho.
Avec une longueur de plus de 50 km et une altitude de près de 2 km au-dessus du niveau de la mer, c'est l'un des cols de montagne les plus longs, les plus dangereux et les plus majestueux de la région montagneuse du nord du Vietnam.

## Nom
Le col d'O Quy Ho doit son nom au village d'O Quy Ho, situé près de la route nationale 4D, aujourd'hui dans le quartier d' O Quy Ho, ville de Sa Pa. Le nom du village est en langue H'Mong, mais les habitants des régions éloignées préfèrent l'appeler « O Quy Ho », avec une prononciation plus douce. De plus, le nom de col de Hoang Lien, ou col de Hoang Lien Son, a été formé parce que le col traverse la chaîne de montagnes de Hoang Lien Son, ou col de May parce que le sommet du col est couvert de nuages toute l'année.
On raconte que, selon la légende, dans cette région montagneuse, vivait autrefois un oiseau au cri lugubre, associé à la légende d'une histoire d'amour ratée d'un jeune couple. Depuis lors, au fil du temps, le cri de cet oiseau a donné le nom de ce col.

## Caractéristiques

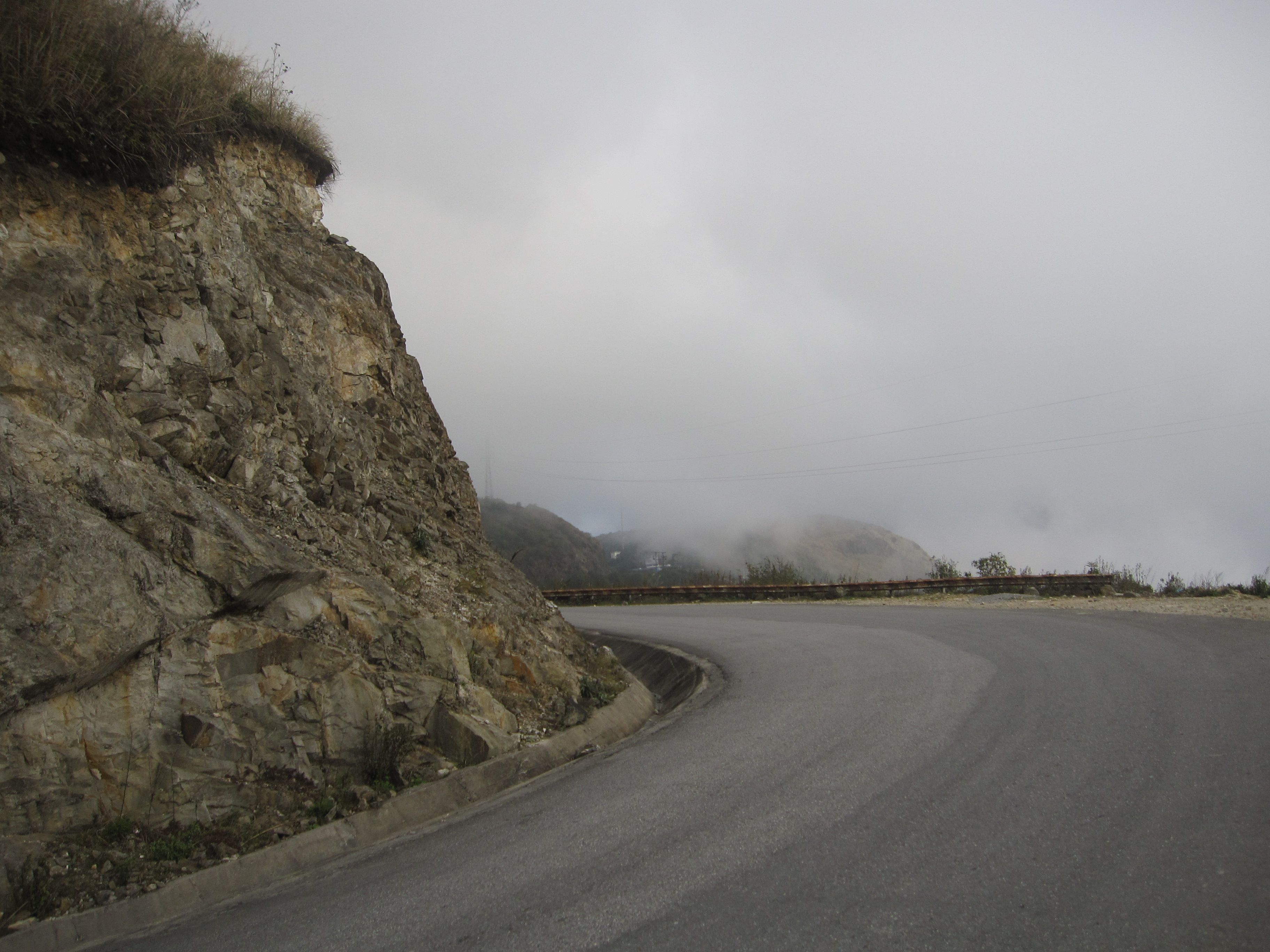
Col d'O Quy Ho

Le col d'O Quy Ho possède une longue route sinueuse sur la route nationale 4D, dont 2/3 de la route se trouvent dans le district de Tam Duong, Lai Chau ; le 1/3 restant se trouve à Sa Pa, Lao Cai. Il s’agit probablement d’un record. record de longueur dans la région montagneuse du nord-ouest du Vietnam, avec une longueur allant jusqu'à près de 50 km plus long que le col de Pha Din (32 km de long) km, situé à la frontière entre les provinces de Son La et de Dien Bien ) ou le col de Khau Pha (près de 40 km, Yen Bai ). La hauteur, la robustesse et la longueur du col d'O Quy Ho lui ont valu le titre officieux de « roi des cols du Nord-Ouest ».
Piétons en route depuis Sa Pa pour visiter la cascade d'argent sur une distance d'environ 12 km km, en passant la porte du parc national de Hoang Lien Son avec la station de garde de Tram Ton, l'un des points de départ de l'itinéraire pour conquérir le pic Fansipan à une altitude de 1940 m, quelques kilomètres pour atteindre le sommet du col d'O Quy Ho à une altitude de près de 2 km. Le sommet du col d'O Quy Ho, parmi les nuages et les montagnes sans fin, est également connu sous le nom de Porte du Ciel  .
Avant sa construction, le col d'O Quy Ho était plein de dangers, peu de gens osaient passer car la route était trop longue et contenait de nombreuses histoires transmises de bouche à oreille qui faisaient frémir les passants, y compris des histoires de tigres magiques traquant les passants  . Heureusement, l'itinéraire a maintenant été considérablement amélioré, devenant un itinéraire qui attire de nombreux routards à explorer et à conquérir. Il y a beaucoup de circulation sur cette route tous les jours. Pour aller de Hanoi à Lai Chau, de nombreuses personnes choisissent de prendre le train jusqu'à Lao Cai puis de prendre un bus via le col d'O Quy Ho . Avec un abîme profond d'un côté et souvent une falaise abrupte de l'autre, le col d'O Quy Ho est un défi pour les conducteurs longue distance. Des panneaux de danger sont installés partout  et de nombreux accidents tragiques se sont produits sur cette route.

## Climat

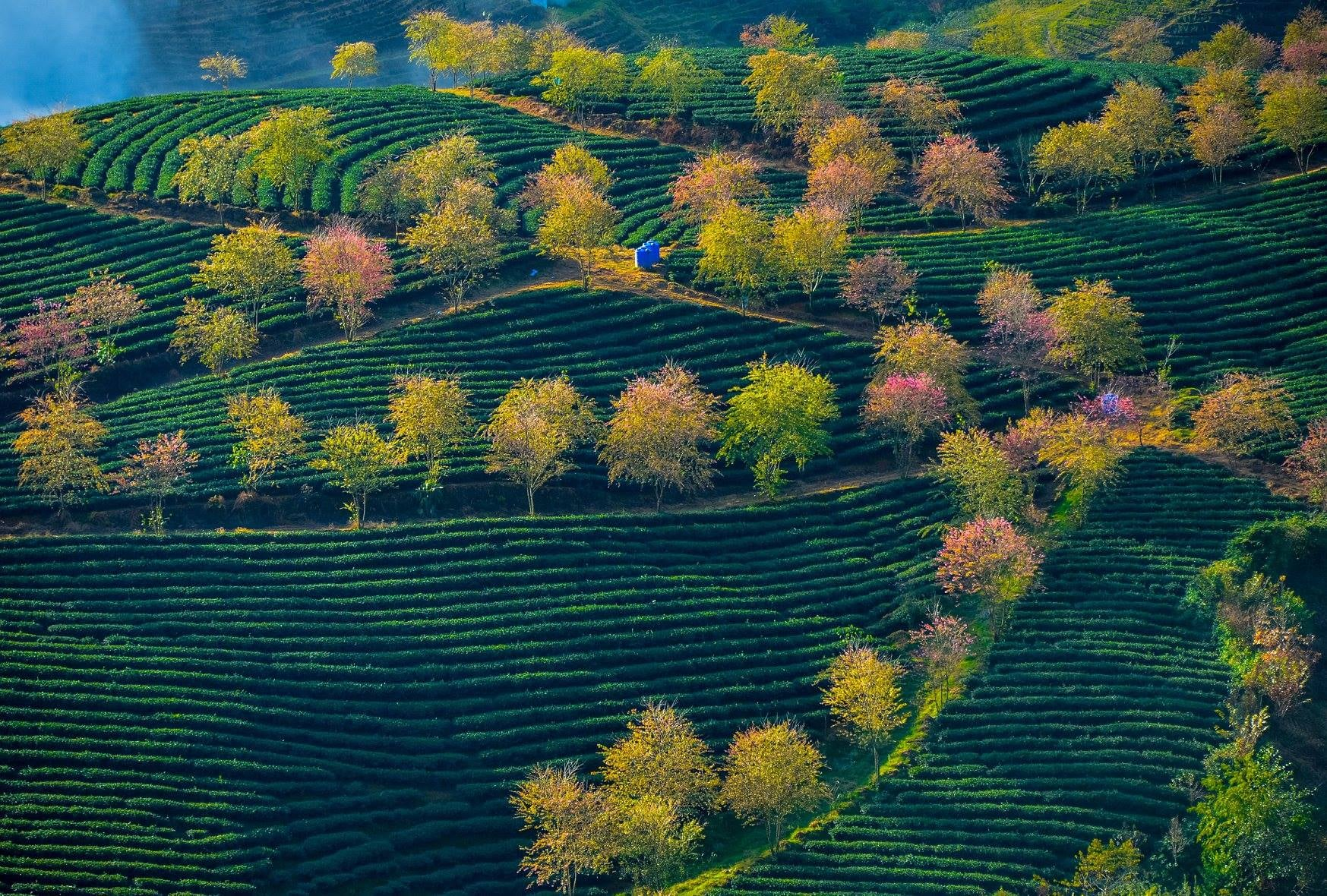
Colline de thé O Quy Ho, vue depuis le col d'O Quy Ho

La hauteur de la chaîne de montagnes Hoang Lien Son rend également le climat des deux moitiés du col divisé à la Porte du Ciel différent. En hiver, alors que le temps du côté de Tam Duong est encore chaud, du côté de Sa Pa, il y a des vents froids, le brouillard couvre toute la journée, la visibilité n'est pas supérieure à 2 mètres et les montagnes et les forêts sont baignées par les nuages nuages. En été, si le climat du col de Sa Pa est frais et sec, celui du col de Tam Duong, la chaleur sèche provoquée par le vent laotien, brûlera le sol, les ruisseaux s'assècheront et l'herbe verte sera stérile sous le soleil.
Par temps froid, le sommet du col d'O Quy Ho peut être recouvert de glace et de neige,.

## Record du plus long col de montagne du Vietnam
Actuellement, le col d'O Quy Ho est reconnu comme le plus long col du Vietnam avec une longueur de près de 50 km.

## Image

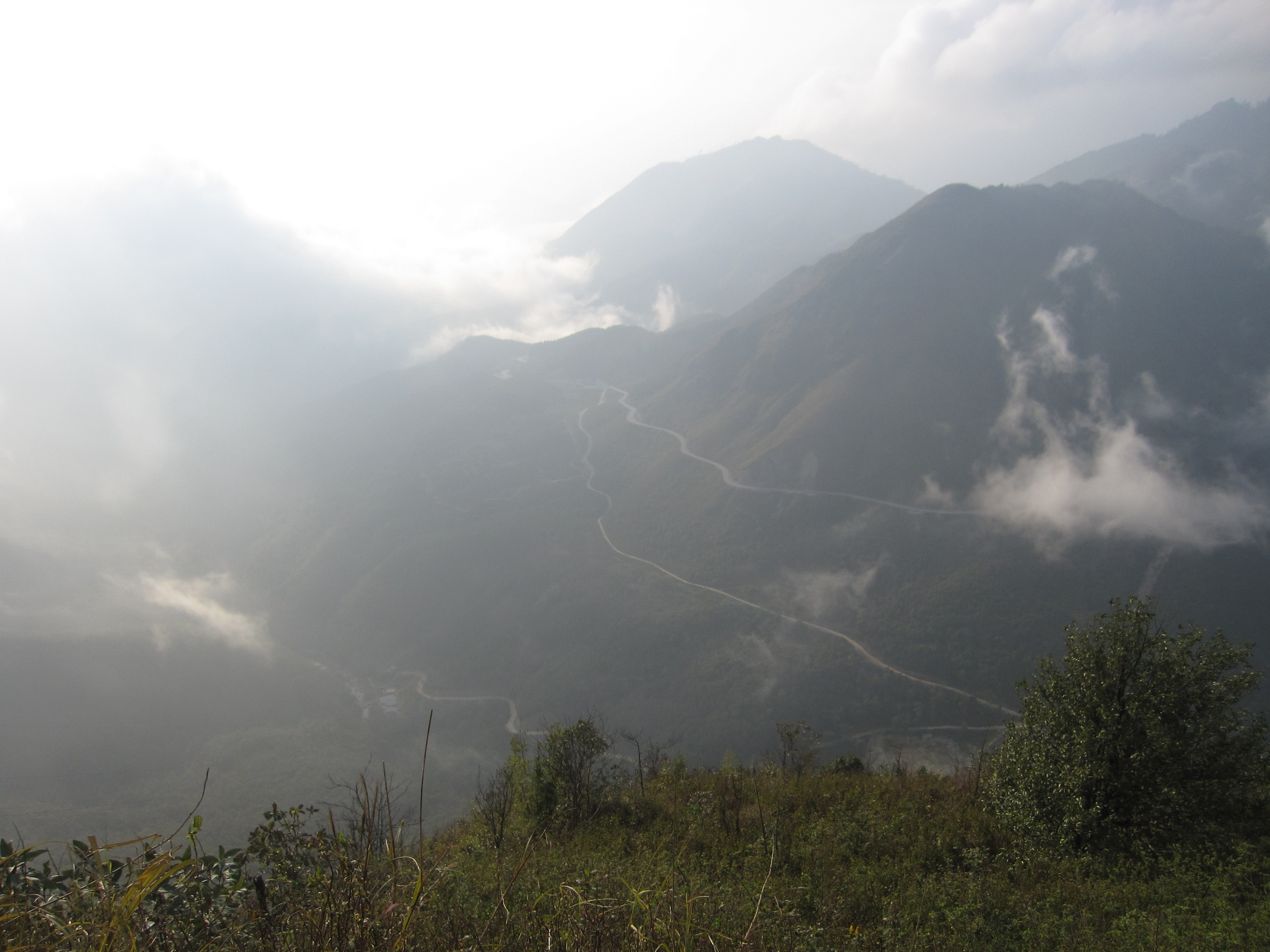
Le col d'O Quy Ho vu depuis la cour des nuages
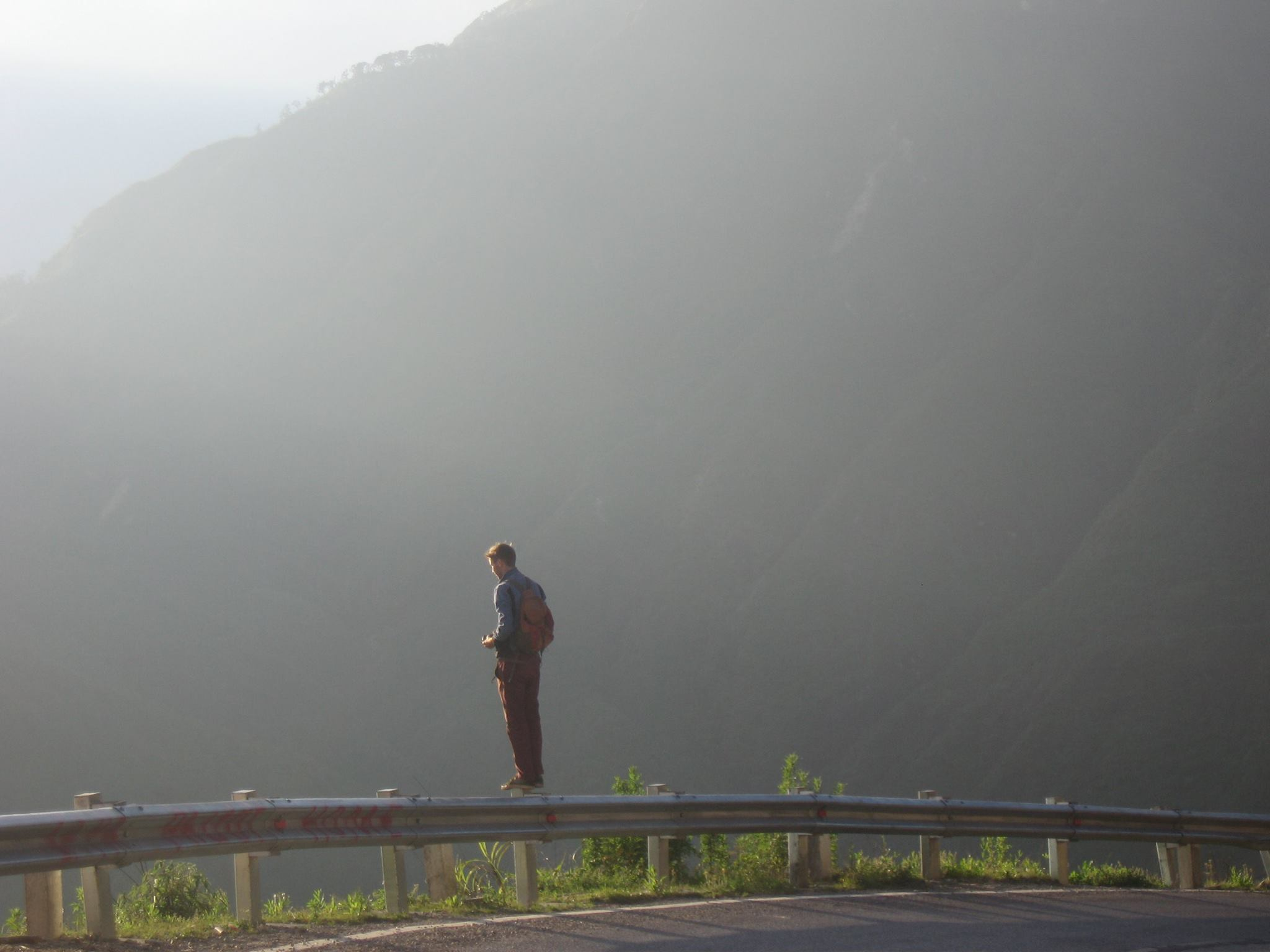
Touristes au sommet du col d'O Quy Ho
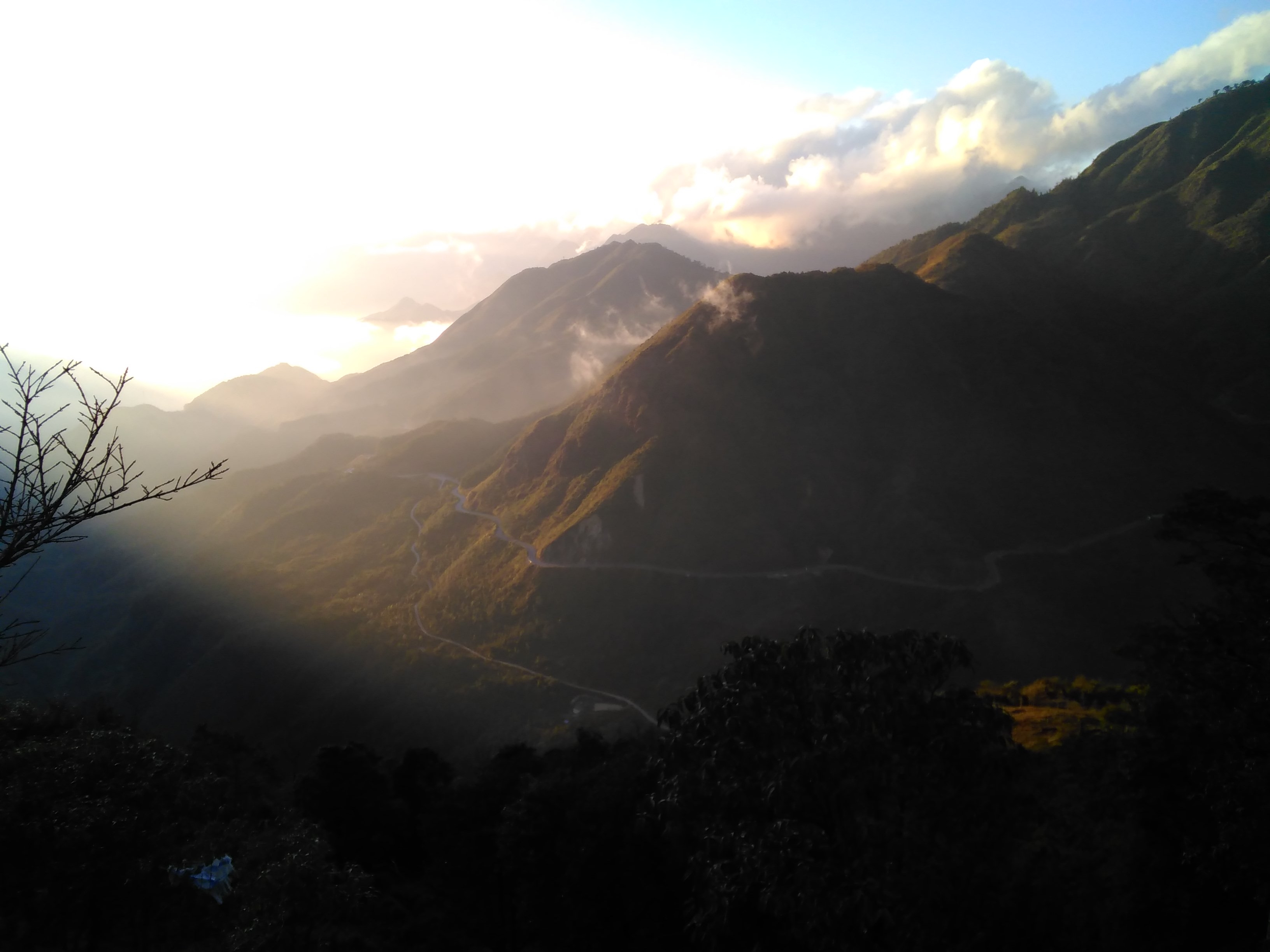
Coucher de soleil sur le col d'O Quy Ho

## Note
1. ↑  Les cols sur les hautes montagnes sont souvent appelés Porte du Ciel , comme Quan Ba Porte du Ciel , Hoang Su Phi Porte du Ciel ,...
2. ↑  Selon la carte à l'échelle 1:50 000 F-48-40B du Département de topographie et de cartographie (2004), le nom du village situé à l'extrémité ouest de la ville de Sa Pa est « village d'O Quy Ho » , et de nombreux autres documents l'écrivent « col d' O Quy Ho » . D'autres documents l'écrivent « col d' O Quy Ho » .